# Paul Estermann
Pour les articles homonymes, voir Estermann.
Paul Estermann, né le 24 juin 1963 à Lucerne, est un cavalier suisse de saut d'obstacles. Il a participé aux Jeux olympiques d'été de 2012, terminant 4e avec l'équipe suisse, ce qui lui a valu d'être élu cavalier suisse de l'année. 
Depuis 2017, Estermann est mis en cause pour des maltraitances et des violences sur sa jument Castlefield Eclipse. Il est condamné en appel à quatre ans de suspension de compétition à partir de 2023. 

## Carrière et Palmarès

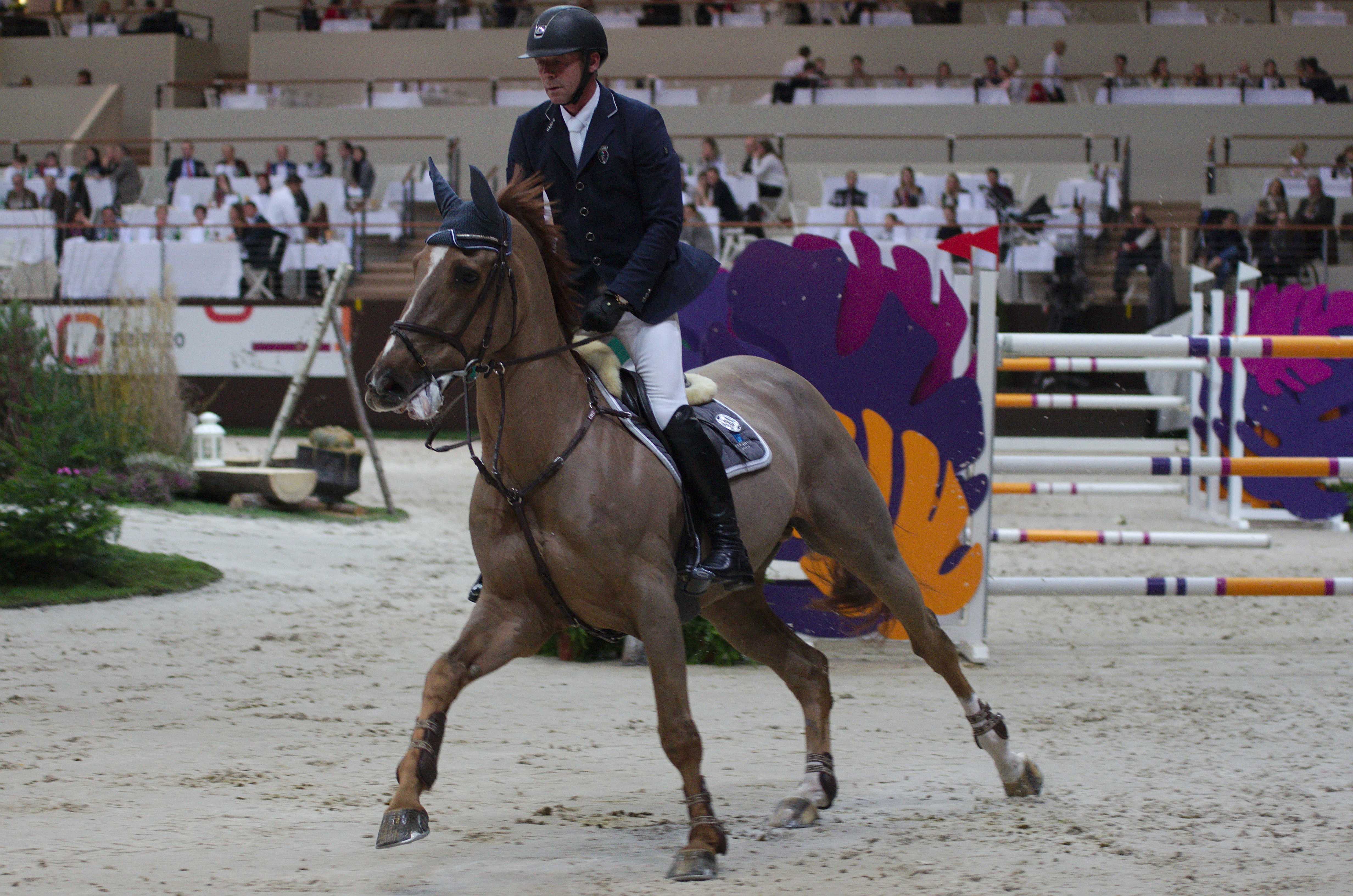
Paul Estermann montant Maloubet du Temple au Concours hippique international de Genève 2014.

Paul Estermann s'est entraîné au centre équestre de Ruedi Stussi à Sihlbrugg ; il dirige ensuite le Reitsportcenter Estermann, un centre d'entraînement pour cavaliers et chevaux situé à Hildisrieden, en Suisse, depuis 2001
Il est élu cavalier suisse de l'année en 2012. Il remporte en effet cette même année un diplôme olympique aux Jeux olympiques d'été de 2012, en terminant à la quatrième place du saut d'obstacles par équipes avec Steve Guerdat, Pius Schwizer et Werner Muff. Il termine 17e en individuel.
Paul Estermann concourt également en Suisse, où il remporte la 7e place lors du tournoi CSI de Bâle le 13 janvier 2013 sur le dos de Maloubet du Temple, monture confiée par Mr. Arturo Fasana. La veille, Paul Estermann est également le seul Suisse à figurer parmi les 10 barragistes : il termine 9e avec, cette fois-ci, la jument Castlefield Eclipse.

## Condamnation pour violences sur ses chevaux

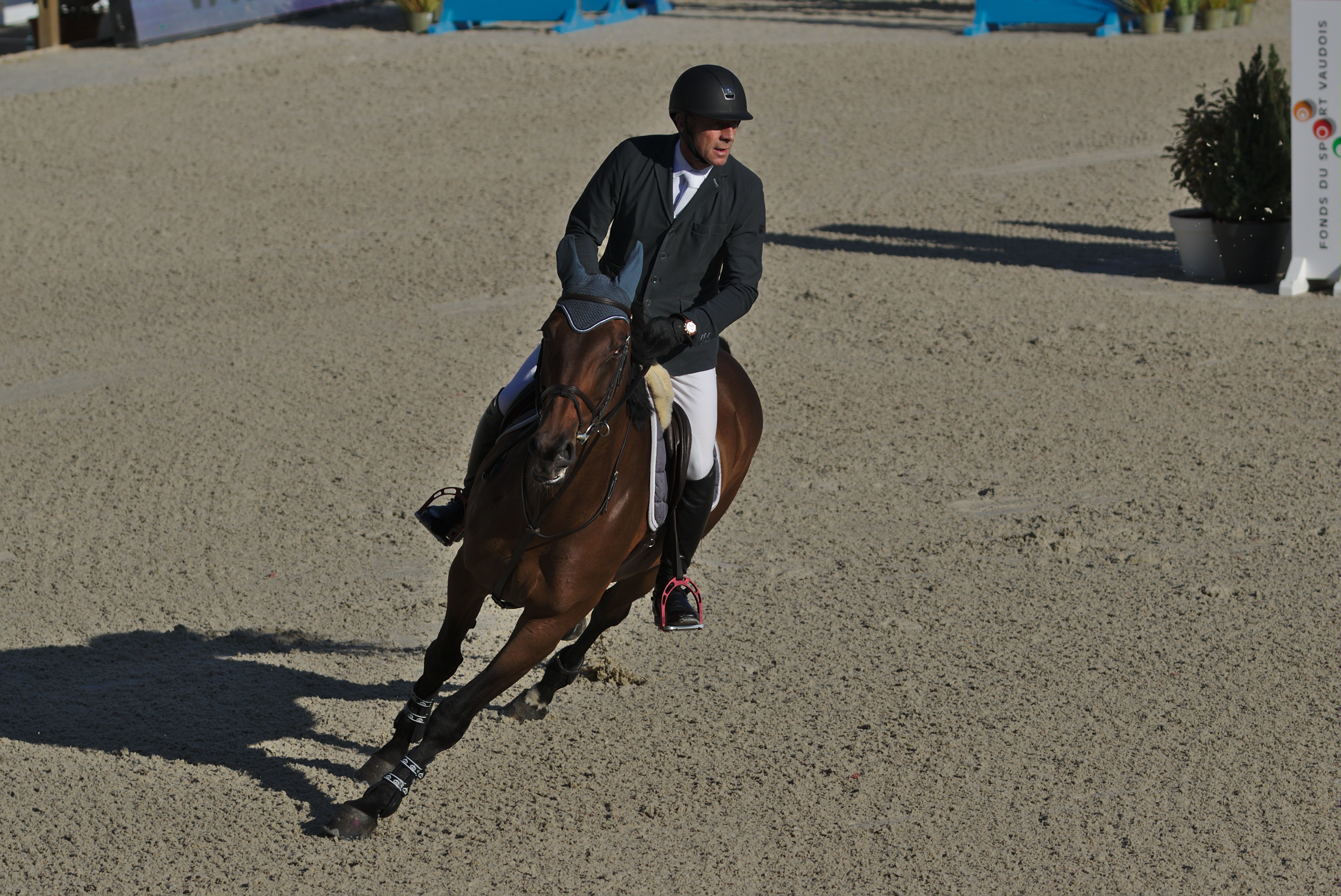
Paul Estermann montant Castlefield Eclipse, une jument qu'il a maltraitée.

Il est accusé au printemps 2017 d'avoir commis des violences contre deux de ses chevaux, Castlefield Eclipse et Lord Pepsi. Condamné une première fois en appel, il demande l'acquittement lors du second appel. Le jugement a lieu en janvier 2021,.
Il est confirmé coupable des faits qui lui sont reprochés par le tribunal cantonal de Lucerne en fin d'année 2022. Il est suspendu de toute compétition par la commission des sanctions de la fédération équestre suisse (COSAN) pour 7 ans, à compter d'avril 2023. D'après le résumé qu'en fourni le média Bluewin, le cavalier « n’a fait preuve ni de discernement ni de remords pour ses actes ». De plus, il a « volontairement infligé des blessures moyennement graves à un cheval en lui provoquant de fortes douleurs ». La COSAN en a conclu que son comportement envers ses chevaux est « absolument inacceptable », qualifiant Estermann d'« égoïste et agressif ». Sa peine est finalement réduite à quatre ans de suspension après appel.